# Wojciech Dankowski
Wojciech Dankowski, Danek, Adalbertus (ur. ok. 1760, zm. po 1800  ) – polski skrzypek, kompozytor i kapelmistrz okresu klasycyzmu.

## Życiorys
Pochodził prawdopodobnie z Wielkopolski  , choć niektórzy badacze przypuszczają, że rodzina kompozytora była czeskiego pochodzenia (nosił on początkowo nazwisko Danek). Działał w klasztorze cystersów w Obrze, gdzie prawdopodobnie zdobył wykształcenie muzyczne. Około 1779 był tam muzykiem klasztornym. W latach 1787–1790 działał jako kapelmistrz i kompozytor przy katedrze w Gnieźnie. Józef Elsner podaje informację, nie potwierdzoną przez inne źródła, że około 1792 Dankowski był altowiolistą w teatrze niemieckim we Lwowie. Według przybyłego ze Śląska Elsnera muzycy poznali się we Lwowie, w którym Elsner dyrygował lwowską orkiestrą. Muzycy się zaprzyjaźnili, a Elsner bardzo cenił zdolności kompozytorskie Dankowskiego, którego wspomina w swoim Summariuszu (pamiętniku pisanym przez Elsnera w latach 1839–1841)  . 
Prawdopodobnie na początku XIX wieku Dankowski działał w Poznaniu, gdzie w kościele Marii Magdaleny zachowała się pokaźna liczba jego utworów. Pełnił tam funkcję skrzypka, kapelmistrza, kompozytora. Kilka wczesnych autografów Dankowskiego z Obry Wielkopolskiej i kopie pisane przez M. Bocheńskiego z Grodziska Wielkopolskiego są podpisane nazwiskiem skróconym – Danek. Kompozycje Dankowskiego znane były nie tylko w Wielkopolsce, ale także w Wilnie, Krzemieńcu, Krakowie i innych ośrodkach  .

## Twórczość
Utwory instrumentalne Dankowskiego pisane są w stylu wczesnoklasycystycznym, zasadniczo w technice homofonicznej. Jako ostatnia część cyklu występuje dość często rondo. W dziełach wokalno-instrumentalnych tworzonych wyłącznie do tekstów religijnych zaznaczają się wyraźne wpływy szkoły neapolitańskiej. Utwory te zawierają także szereg elementów ludowych. Kompozytor wprowadza bowiem tańce typowe dla muzyki polskiej, jak polonez i mazur oraz instrumenty ludowe jak np. tuba pastoralis. Niekiedy też stosuje efekty techniczne naśladujące instrumenty ludowe (burdon) . 
Dla kompozycji Dankowskiego (obok 4-głosowego chóru i solistów) typowy jest następujący zestaw instrumentów muzycznych: 2 clarini, 2 rogi (nierzadko używane zamiennie), 2 skrzypiec i organy realizujące basso continuo. W późniejszych utworach, powstałych ok. 1780 kompozytor rozszerzył instrumentarium o flety, oboje, wiolonczele, klarnety i fagot .
Jego twórczość cieszyła się za życia autora dużą popularnością – jego utwory religijne przetrwały głównie w Wielkopolsce, ale także w innych regionach Polski. Znaczny zbiór dzieł tego twórcy posiada Archiwum Jasnej Góry). Autografy jego kompozycji zachowały się w zbiorach muzykaliów po kapelach kościelnych w Grodzisku Wielkopolskim, Świętej Górze w Gostyniu, Fary Poznańskiej oraz w archiwaliach muzycznych Katedry w Gnieźnie, a także w Kremnicy na Słowacji, Monachium (zbiory o proweniencji Obra Wielkopolska), Pilznie koło Tarnowa, w Sandomierzu, Staniątkach koło Krakowa, Szalowej koło Gorlic, w Warszawie i Wilnie. Ponad 92 rękopisy utworów wokalno-instrumentalnych do tekstów religijnych zaginęło lub uległo zniszczeniu w czasie II wojny światowej, w tym znaczna część dubletów  .
W zachowanej spuściźnie kompozytorskiej Dankowskiego ważne są przede wszystkim utwory religijne (msze, requiem, motety, litanie). Obecnie utwory Dankowskiego zaczynają być wydobywane z niepamięci, są wykonywane na koncertach oraz nagrywane na płyty .